# Stenatemnus
Genre
Stenatemnus est un genre de pseudoscorpions de la famille des Atemnidae.

## Distribution
Les espèces de ce genre se rencontrent en Asie du Sud, en Asie du Sud-Est et en Océanie.

## Liste des espèces
Selon Pseudoscorpions of the World (version 3.0) :
- Stenatemnus annamensis Beier, 1951
- Stenatemnus asiaticus Sivaraman, 1980
- Stenatemnus boettcheri Beier, 1932
- Stenatemnus brincki Beier, 1973
- Stenatemnus extensus Beier, 1951
- Stenatemnus fuchsi (Tullgren, 1907)
- Stenatemnus indicus Murthy & Ananthakrishnan, 1977
- Stenatemnus kraussi Beier, 1957
- Stenatemnus orientalis Sivaraman, 1980
- Stenatemnus procerus Beier, 1957
- Stenatemnus sundaicus (Beier, 1930)

## Publication originale
- Beier, 1932 : Revision der Atemnidae (Pseudoscorpionidea). Zoologische Jahrbücher, Abteilung für Systematik, Ökologie und Geographie der Tiere, vol. 62, p. 547-610.